# Konrad Wrzesiński
Konrad Wrzesiński (ur. 10 września 1993 w Pułtusku) – polski piłkarz grający na pozycji napastnika. 

## Kariera piłkarska
Stan na dzień 5 listopada 2020.
| Sezon   | Klub                       | Kraj       | Rozgrywki         | Mecze | Gole |
| ------- | -------------------------- | ---------- | ----------------- | ----- | ---- |
| 2012/13 | MKS Piaseczno              | Polska     | III liga          | 12    | 0    |
| 2012/13 | Polonia Warszawa           | Polska     | Lotto Ekstraklasa | 3     | 0    |
| 2012/13 | Polonia Warszawa II        | Polska     | Młoda Ekstraklasa | 19    | 4    |
| 2013/14 | Motor Lublin               | Polska     | II liga           | 28    | 5    |
| 2014/15 | Widzew Łódź                | Polska     | Fortuna 1 Liga    | 31    | 2    |
| 2015/16 | Podbeskidzie Bielsko-Biała | Polska     | Lotto Ekstraklasa | 0     | 0    |
| 2015/16 | Pogoń Siedlce              | Polska     | Fortuna 1 Liga    | 32    | 3    |
| 2016/17 | Pogoń Siedlce              | Polska     | Fortuna 1 Liga    | 27    | 6    |
| 2017/18 | Zagłębie Sosnowiec         | Polska     | Fortuna 1 Liga    | 33    | 0    |
| 2018/19 | Zagłębie Sosnowiec         | Polska     | Lotto Ekstraklasa | 20    | 3    |
| 2019    | Kajrat Ałmaty              | Kazachstan | Premier Liga      | 25    | 3    |
| 2020    | Kajrat Ałmaty              | Kazachstan | Premier Liga      | 10    | 2    |

## Sukcesy

### Kajrat Ałmaty
- Mistrzostwo Kazachstanu: 2020